# Al Bernstein
Al Bernstein (Chicago, 15 de setembro de 1950) é um escritor e comentarista esportivo (lutas de boxe).